# 林慧如
林慧如（1962年6月7日—），臺灣雲林縣政治人物，民進黨籍，國立政治大學國際貿易學系學士。現任古坑鄉鄉長。曾任財團法人農村發展基金會執行長、雲林縣政府農業處與勞工處處長、第15.16.19屆古坑鄉鄉長、四屆雲林縣議員。亦曾於自由時代雜誌社協助編輯工作。

## 家庭背景
其父林國華，於1988年擔任520農民運動總指揮，亦曾任立法委員、農業委員會副主委、臺灣省政府建設廳技正。而其母黃富美，為退休國小老師，曾任國民大會代表。
其丈夫為羅吉丞，是台灣新竹縣人，兩人婚後育有1子2女。

## 從政生涯

### 踏入政壇
1988年，林慧如剛從國立政治大學畢業，並留在台北準備考研究所。當時適逢520農民運動，其父林國華擔任運動總指揮，因當時天氣炎熱，她便趕到活動現場沿路發放茶水，一起聲援農民運動，不料在晚上七點，其與其父遭警方逮捕，坐了七個月又二十三天的牢。
出獄後，林慧如至自由時代雜誌社，向鄭南榕先生感謝他對520農民運動的義助。1989年4月7日，林慧如親眼見證了鄭南榕先生為捍衛言論自由與台灣獨立理想而以身殉道，決定返回雲林家鄉投入政治。

### 雲林縣議員
1990年，林慧如以民進黨員身分投入雲林縣第二選區縣議員選舉，並以出生之犢之勢，獲最高票而當選。擔任縣議員時期她一步一腳印的精神與的服務態度，使她很快建立起口碑，並令其在此後的三屆競選均以最高票當選，其中有一次還是獲得全縣最高票10334票當選。

### 古坑鄉鄉長
2005年全國鄉鎮市長選舉，林慧如在支持者的勸進下，競選雲林縣古坑鄉鄉長。林慧如憑藉其擔任議員時期累積的雄厚基層實力，在三位參選人中，以8781票，48.79%的得票率當選鄉長。並於2009年尋求連任時，因其備受肯定的形象與能力，同額競選順利連任。

### 雲林縣政府
林慧如在卸任鄉長後，全心照料臥病在床的父親林國華。在其父逝世後，2017年雲林縣縣長李進勇邀請林慧如擔任雲林縣政府勞工處處長，同年六月轉任雲林縣政府農業處處長。隨後林慧如接受民進黨徵召參選斗六市市長，2018年4月底辭職，專注投入選戰及選民服務，為年底選舉做準備。

## 政蹟

### 縣議員時期

#### 為社會貧戶請命 編列預算
林慧如在縣議會第十二屆第三次定期大會中，審查到社會科輔助民間團體(如婦聯會、商業團體等)二四二萬八千元時，認為社會上有更多低收入人士需要照顧，並希望能將該預算移做社會救濟，後來議長室與社會科人員當面溝通後，同意由社會救濟基金頂下給予補助。

#### 審慎審查各項預算
1990年，雲林縣政府因財政困難，該年五月都尚未發放第一款低收入戶救濟金，林慧如聲稱發揮人飢己飢的精神，同月21日中午在縣府門口絕食靜坐。最後，在社會科長張琛承諾發放下，及議員勸說下，林慧如才同意離開。
1993年5月26日，林慧如提出質疑不滿下年度總預算成長十五億，農業局卻負成長高達一億六千萬，要求縣政府農業局說明。林慧如亦認真審查各項預算，為了把關工程決算，還曾向縣政府索取工程發包資料，並曾在開會時公開指稱八十二年度的工程決算案件浪費公帑約二億五千多萬。

#### 為清廉形象樹立標竿
1994年3月1日縣議會正、副議長選舉中，林慧如在議會質詢時，常以咄咄逼人的語氣，夾中時弊的質詢，令官員們招架不住。縣議員任內，林慧如被議員同仁們公認為最敬業的縣議員；也由於她堅持「眾人皆醉、我獨醒」的理念，因此官員們遇到他的質詢時都心服口服；其執著與擇善固執，連「護航派」的議員都對她讚譽有加。

### 古坑鄉鄉長時期
林慧如在任期內每年舉辦古坑咖啡節與柳丁嘉年華以此帶動地方產業以及觀光發展。她致力於帶動古坑觀光產業發展，也关注鄉村的老年人口問題，任期間亦成立全國第一個老人福利所。而因應人口日益老化、人民對休閒需求提升，林慧如也主動向教育部申請樂齡學習計畫，鼓勵老人家走出家門學習新事物，落實老人福利及照護政策。此外，規劃孩童課後集中輔導工作且積極幫助許多面臨困境孩子，林慧如開辦了全國唯一一個由鄉鎮市公所主辦的「陽光學園」，讓在學校適應不良的學生，進行「家教式」的輔導，讓孩子逐漸返回學校繼續常態性教育。
卸任時，林慧如亦曾為地方發聲，先前九二一地震造成古坑清水溪大橋毀損，嚴重影響當地交通及居民生活，林慧如特別當面提請省府林政則主席，代為協助反映地方之需。

### 雲林縣政府處長時期
林慧如先以勞工處長職務，半年後再調任農業處長，在這期間，林慧如服務勞工或農民，不論是勞基法一例一休修法業務、農業天然災損爭取等等，都有一番作為。
先前的北農休市風波，林慧如更是從前往日本參加食品展的搭機途中折返回縣政府召開緊急會議，心繫著如何幫忙受波及的農民，立即祭出預冷及耕鋤之政策，以減少農民的損失；而在蒜價事件中，林慧如也緊急啟動烘乾機補助及烘乾費補助等措施，適當的應變處置，讓農民損失不再擴大。
此外，林慧如也十分關心農業缺工及非法農業外勞問題，並積極呼籲中央試辦農業外勞計畫，以改善缺工問題。

## 選舉紀錄
| 年度 | 選舉屆數               | 選舉區           | 所屬政黨   | 得票數 | 得票率  | 當選標記 | 備註 |
| ---- | ---------------------- | ---------------- | ---------- | ------ | ------- | -------- | ---- |
| 1990 | 第十二屆雲林縣議員選舉 | 雲林縣第二選舉區 | 民主進步黨 |        |         |          |      |
| 1994 | 第十三屆雲林縣議員選舉 | 雲林縣第二選舉區 | 民主進步黨 |        |         |          |      |
| 1998 | 第十四屆雲林縣議員選舉 | 雲林縣第二選舉區 | 無黨籍     | 5,075  | 9.05%   |          |      |
| 2002 | 第十五屆雲林縣議員選舉 | 雲林縣第二選舉區 | 民主進步黨 | 10,334 | 20.11%  |          |      |
| 2005 | 第十五屆古坑鄉鄉長選舉 | 雲林縣古坑鄉     | 民主進步黨 | 8,781  | 48.79%  |          |      |
| 2009 | 第十六屆古坑鄉鄉長選舉 | 雲林縣古坑鄉     | 民主進步黨 | 13,782 | 100.00% | 同額競選 |      |
| 2018 | 第十一屆斗六市市長選舉 | 雲林縣斗六市     | 民主進步黨 | 21,631 | 37.53%  |          |      |
| 2022 | 第十九屆古坑鄉鄉長選舉 | 雲林縣古坑鄉     | 民主進步黨 | 7,235  | 42.03%  |          |      |